# جورج روكينجهام غيلمر
جورج روكينجهام غيلمر (بالإنجليزية: George Rockingham Gilmer)‏ (و. 1790 – 1859 م) هو سياسي، ومحام من الولايات المتحدة الأمريكية ولد في ليكسينغتون.